# Columbia City (Indiana)
Pour les articles homonymes, voir Columbia City.
La ville de Columbia City est le siège du comté de Whitley, dans l’État de l’Indiana, aux États-Unis. Sa population s’élevait à 8 750 habitants lors du recensement de 2010, estimée à 9 044 habitants en 2017.